# Carl Rudolph August von Kielmannsegge
Carl Rudolph August Graf von Kielmannsegge (auch: Karl Rudolf … Kielmannsegg) (geboren  1. September 1731; gestorben 18. Dezember 1810 in Hannover) war ein deutscher Minister, Kammerpräsident, Rat und Autor.

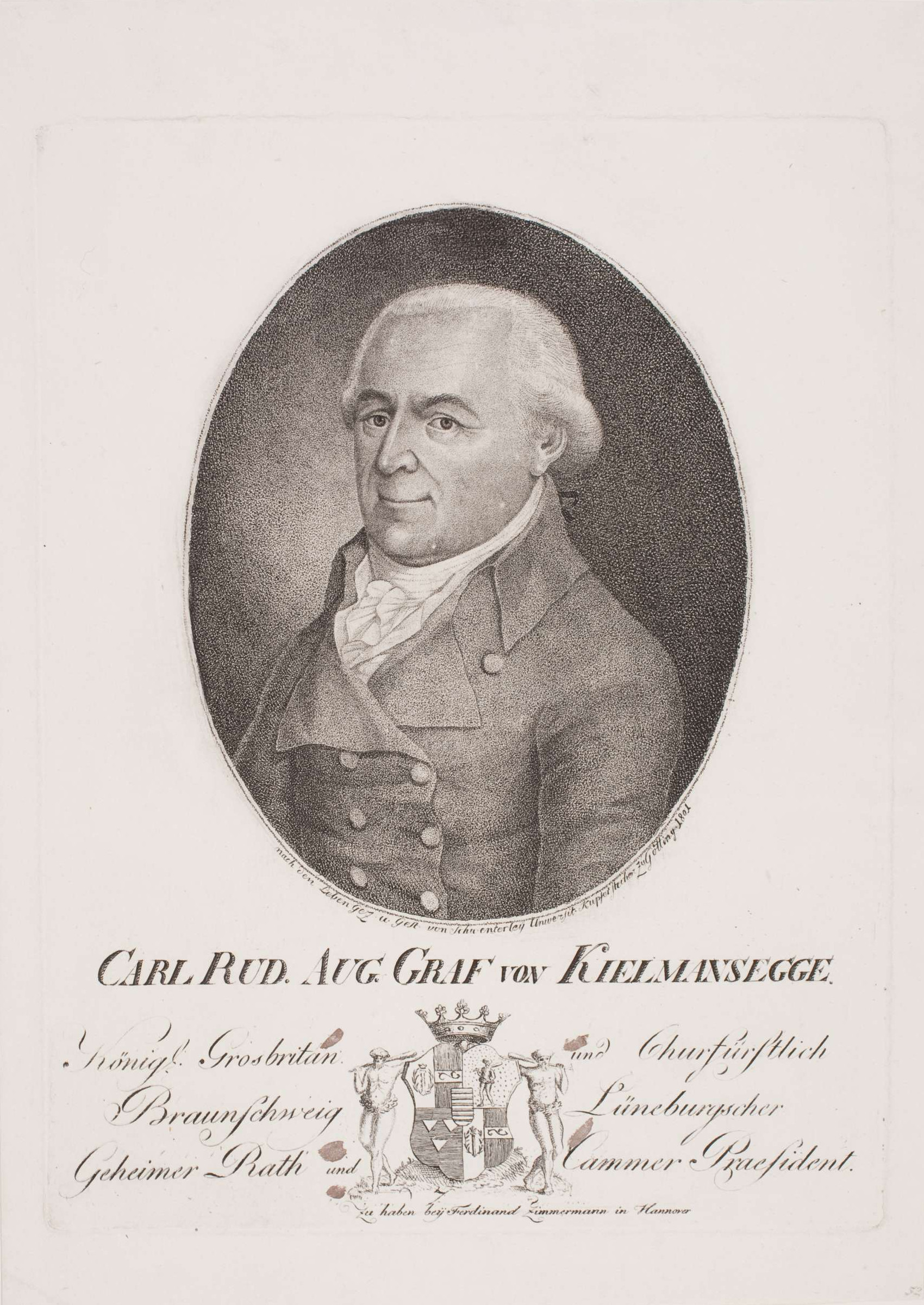
Carl Rudolf August Graf von Kielmannsegg;
1801 „nach der Natur“gezeichnet und gestochen von Heinrich Schwenterley

## Leben

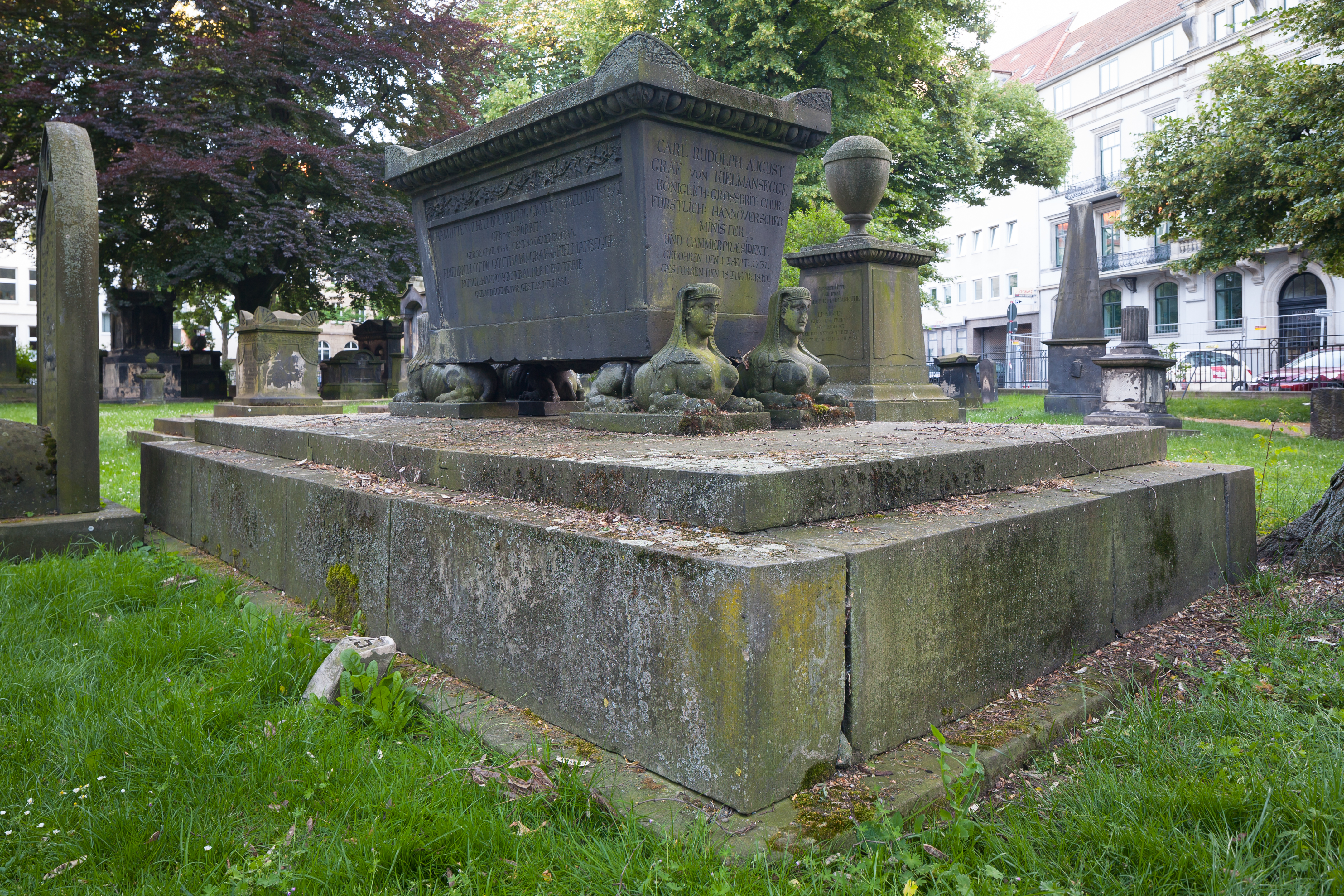
Grab auf dem Gartenfriedhof

Carl Rudolph August von Kielmannsegge war Sohn des Generals Georg Ludwig von Kielmansegg und studierte 1748–1751 Rechtswissenschaften an der Universität Göttingen. Er wird in den Berichten über den Besuch des englischen Königs Georg II. 1748 in Göttingen namentlich als Teilnehmer der Feierlichkeiten erwähnt. Er war Mitverfasser einer Monographie über Ludwig Anton Muratoris Über die Einbildungskraft des Menschen.
Von Kielmannsegg wurde am 8. August 1789 Ehrenbürger der Stadt Hannover, womit ihm unentgeltlich das Bürger- und Brauer-Gilderecht verliehen wurde.
Carl Rudolph August von Kielmannsegge wurde auf dem Gartenfriedhof bestattet, wo sich noch heute sein denkmalgeschützter Sarkophag findet. Er war Besitzer des Gutes Seestermühe in Holstein, welches nach seinem Tod an seinen Neffen Friedrich von Kielmansegg ging.

## Schriften
Mitverfasser einer Monografie über
- Ludwig Anton Muratori über die Einbildungskraft des Menschen / Mit vielen Zusätzen herausgegeben von Georg Hermann Richerz, Universitätsprediger in Göttingen; gemeinsam mit Georg Hermann Richerz, Ernst August Wilhelm von dem Bussche; Carl Rudolph August von Kielmannsegge, Gotthelf Dietrich von Ende, Ludwig Friedrich von Beulwitz, Christian Ludwig August von Arnßwaldt, Detlef Alexander von Wenkstern, Johann Friedrich Karl von Alvensleben, Erster Theil, 1785[3]